# Hans Höfner
Hans Höfner (20 de dezembro de 1912 — data de morte desconhecida) foi um ciclista austríaco. Competiu nos Jogos Olímpicos de Verão de 1936 em Berlim, onde fez parte da equipe austríaca que terminou em quinto lugar na prova de estrada contrarrelógio por equipes.